# Saltos ornamentais no Campeonato Europeu de Esportes Aquáticos de 2018 - Plataforma 10 m sincronizado feminino
A prova da plataforma 10 m sincronizado feminino dos saltos ornamentais no Campeonato Europeu de Esportes Aquáticos de 2018 ocorreu no dia 7 de agosto no Royal Commonwealth Pool, em Edimburgo no Reino Unido. 

## Calendário
| Fase  | Data        | Hora  |
| ----- | ----------- | ----- |
| Final | 7 de agosto | 13:30 |

Todos os horários estão no horário local (UTC+0)

## Medalhistas
| Ouro                                    | Prata                                           | Bronze                                |
| Reino Unido · Eden Cheng · Lois Toulson | Rússia · Ekaterina Beliaeva · Yulia Timoshinina | Alemanha · Maria Kurjo · Elena Wassen |

## Resultados
Esses foram os resultados da competição. 
| Pos.              | Nacionalidade | Saltadoras                           |        |
| Pos.              | Nacionalidade | Saltadoras                           | Pontos |
| ----------------- | ------------- | ------------------------------------ | ------ |
| Medalha de ouro   | Reino Unido   | Eden Cheng Lois Toulson              | 289.74 |
| Medalha de prata  | Rússia        | Ekaterina Beliaeva Yulia Timoshinina | 288.60 |
| Medalha de bronze | Alemanha      | Maria Kurjo Elena Wassen             | 284.64 |
| 4                 | Itália        | Noemi Batki Chiara Pellacani         | 276.60 |
| 5                 | Ucrânia       | Valeriia Liulko Sofiia Lyskun        | 263.28 |
| 6                 | Noruega       | Anne Tuxen Helle Tuxen               | 240.96 |
| 7                 | Suécia        | Ellen Ek Isabelle Svantesson         | 214.65 |